# O sole mio (film, 1946)
Pour les articles homonymes, voir O sole mio (homonymie).
Pour plus de détails, voir Fiche technique et Distribution.
O sole mio est un mélodrame de guerre italien réalisé par Giacomo Gentilomo et sorti en 1946.
Il est considéré par certains critiques comme l'un des premiers films appartenant au courant du néoréalisme, en raison de la richesse des scènes tournées en extérieur et de la présence de certains acteurs non professionnels.
C'est aussi le premier film consacré aux Quatre journées de Naples, auquel le film ultérieur La Bataille de Naples de Nanni Loy doit beaucoup, notamment en ce qui concerne les nombreuses images que Gentilomo a tournées sur le vif et qui ont été réutilisées dans les décennies suivantes.

## Synopsis
Pendant la Seconde Guerre mondiale, un baryton qui est aussi un officier italo-américain est parachuté derrière les lignes pour recueillir des informations sur les mouvements de l'armée allemande et faciliter le débarquement des Alliés. À Naples, il entre en contact avec des groupes de Résistance locaux et des citoyens ordinaires, qui se retrouvent finalement unis sur les barricades contre les Allemands.

## Fiche technique
- Titre original italien : O sole mio[3]
- Titre français : O sole mio[4]
- Réalisateur : Giacomo Gentilomo
- Scénario : Mario Amendola, Vincenzo Rovi, Ákos Tolnay (it), Mario Sequi
- Photographie : Tonino Delli Colli, Anchise Brizzi
- Montage : Guido Bertoli
- Musique : Ezio Carabella
- Décors : Alberto Boccianti (it)
- Production : Luciano Doria (it), Mario Gnasso
- Sociétés de production : Rinascimento Film
- Pays de production :  Italie
- Langue originale : italien
- Format : Noir et blanc - Son mono
- Durée : 92 minutes
- Genre : Mélodrame de guerre
- Dates de sortie :
  - Italie : (visa délivré le 10 janvier 1946[3])
  - France : 7 mai 1948

## Distribution
- Tito Gobbi : Giovanni
- Adriana Benetti : l'hôtesse d'accueil
- Vera Carmi : Clara
- Carlo Ninchi : le frère de Clara
- Vittorio Caprioli
- Arnoldo Foà : Peppino
- Heinrich Bode
- Domenico Serra (it)
- Vittorio Sanipoli
- Giovanni Petti
- Cesare Polacco
- Lily Granado
- Armando Francioli
- Cesare Fantoni
- Salvatore Cuffaro
- Ernesto Almirante

## Exploitation
L'exploitation du film a couru sur plusieurs années. Les recettes au cinéma constatées par la Société italienne des auteurs et éditeurs au 31 décembre 1952 sont de l'ordre de 90 000 000 lires de l'époque, ce qui représente 2 727 273 entrées. Le film est classé 5e au box-office italien de l'année 1945 par l'ouvrage Platea in piedi.